# Julia Hiller von Gaertringen
Julia Freifrau Hiller von Gaertringen (* 1963 in Wolfenbüttel) ist eine deutsche Bibliotheksdirektorin und Literaturwissenschaftlerin. Sie leitet seit 2009 die Badische Landesbibliothek.

## Leben
Julia Freifrau Hiller von Gaertringen stammt aus der älteren preußischen Linie des ursprünglich württembergischen Geschlechts der Hiller von Gaertringen. Sie wuchs in Braunschweig auf und legte dort 1982 an der Ina Seidel Schule das Abitur ab. Danach studierte sie Germanistik, Klassische Archäologie und Volkskunde in Göttingen und Würzburg. Sie bearbeitete zwischen 1985 und 1993 das Erhart Kästner Archiv der Herzog August Bibliothek in Wolfenbüttel und wurde 1992 bei Paul Raabe in Göttingen mit der Arbeit Meine Liebe zu Griechenland stammt aus dem Krieg zum literarischen Werk Erhart Kästners promoviert. Von 1993 bis 1995 absolvierte sie den Vorbereitungsdienst für den Höheren Bibliotheksdienst in Düsseldorf und Köln, ihre Abschlussarbeit arbeitete die Geschichte der Düsseldorfer Landes- und Stadtbibliothek in den Jahren 1904 bis 1970 auf. Ab 1996 war sie Referentin und ab 2001 Stellvertretende Direktorin der Lippischen Landesbibliothek Detmold und Leiterin des Lippischen Literaturarchivs mit den Sammlungen zu Christian Dietrich Grabbe, Ferdinand Freiligrath, Georg Weerth und 60 weiteren lippischen Autoren.
Seit 2009 ist Julia Freifrau Hiller von Gaertringen Direktorin der Badischen Landesbibliothek in Karlsruhe. Während ihrer Dienstzeit entwickelte sie die Badische Landesbibliothek konsequent zu einem Zentrum der Kulturgutdigitalisierung: 2025 wiesen die Digitalen Sammlungen der Badischen Landesbibliothek 5,4 Millionen Images auf. Mit dem systematisch ausgebauten Schulungs- und Kursprogramm der Teaching Library machte sie die Badische Landesbibliothek zu einem wesentlichen Baustein im Bildungsumfeld in Karlsruhe. In ihr Direktorat fiel 2012 die bauliche Erweiterung der Badischen Landesbibliothek um ein Magazingebäude im Stadtteil Hagsfeld mit 2.750 m² Stellfläche und um das Wissenstor als Lehr- und Lernzentrum der Badischen Landesbibliothek mit 90 Arbeitsplätzen.
Gemeinsam mit Hannjörg Kowark von der Württembergischen Landesbibliothek erreichte sie, dass das Bibliotheksservice-Zentrum in Konstanz ab 2018 für die beiden Landesbibliotheken in Baden-Württemberg ein System zur Ablieferung und Archivierung der auf Basis des Pflichtexemplarrechts seit 2007 ablieferungspflichtigen Netzpublikationen aufbauen konnte. Mit ihm gemeinsam erreichte sie auch, dass die Informationsversorgung und Informationsvermittlung für die Hochschulen des Landes durch die beiden Landesbibliotheken in Baden-Württemberg mit dem Vierten Hochschulrechtsänderungsgesetz im Jahr 2020 Gesetzesrang erhielt. Ein Schwerpunkt ihrer Leitung ist die Erfassung unkatalogisierter Sammlungsbestände. In den Jahren 2016 bis 2020 ließ sie den Bibliotheksbestand umfassend auf NS-verfolgungsbedingt entzogene Kulturgüter hin überprüfen. Die bedeutendste Neuerwerbung ihrer Dienstzeit war 2018 die in der Zeit um 1420 entstandene Donaueschinger Handschrift des Wigalois des Wirnt von Grafenberg aus der Schreibwerkstatt von Diebold Lauber in Hagenau.

## Schriften (Auswahl)
- „Meine Liebe zu Griechenland stammt aus dem Krieg“. Studien zum literarischen Werk Erhart Kästners. Wiesbaden 1994, ISBN 3-447-03536-6.
- Stadt und Bibliothek. Die Landes- und Stadtbibliothek Düsseldorf in den Jahren 1904 bis 1970. Düsseldorf 1997, ISBN 3-928234-59-5, Volltext.
- Grabbe im Original. Autographen, Bilder, Dokumente. Detmold 2001, ISBN 3-9806297-1-6, Volltext.
- Diese Bibliothek ist zu nichts verpflichtet außer zu sich selbst. Erhart Kästner als Direktor der Herzog-August-Bibliothek 1950–1968. Wiesbaden 2009, ISBN 978-3-447-05879-7.
- Die Kriegssammlung der Fürstlichen Bibliothek Detmold. Soldatenzeitungen des Ersten Weltkriegs in der Lippischen Landesbibliothek. Bestandskatalog. Detmold 2010, ISBN 978-3-9806297-3-7, Volltext.
- 250 Jahre ÖFFENTLICH – Die Badische Landesbibliothek 1771–2021. Karlsruhe, Bretten, 2021, ISBN 978-3-96308-134-7, Volltext.
- Das Stammbuch des badischen Hofmalers Friedrich Helmsdorf: NS-Raubgut in der Badischen Landesbibliothek. Badische Landesbibliothek, Karlsruhe 2024, ISBN 978-3-96308-240-5, Volltext.

Zahlreiche Aufsätze zu buch-, bibliotheks- und literaturgeschichtlichen Themen.